# دون رابرت
دون رابرت (به انگلیسی: Don Robert) (زاده ۱۹۵۹) کارآفرین، بازرگان و مدیر ارشد اجرایی آمریکایی است، که در حال حاضر به‌عنوان رییس هیئت مدیره شرکت اکسپریان فعالیت می‌کند.